# Phyteuma vagneri
Phyteuma vagneri är en klockväxtart som beskrevs av Anton Joseph Kerner. Phyteuma vagneri ingår i släktet rapunkler, och familjen klockväxter. Inga underarter finns listade i Catalogue of Life.